# Salomonöarna
Salomonöarna är en suverän stat i Oceanien, öster om Papua Nya Guinea, bestående av närmare tusen öar (större delen av ögruppen Salomonöarna samt Santa Cruzöarna). Staten omfattar en landmassa på 28 400 km². Huvudstaden Honiara ligger på ön Guadalcanal. Salomonöarna är medlem i Samväldet.
Salomonöarna tros ha varit bebott av melanesier i många tusen år. Spanska sjöfararen Alvaro de Mendana var den första europé som anlände till Salomonöarna år 1568 och han namngav dem Islas Salomon. Britterna etablerade ett protektorat över Salomonöarna 1893. Under andra världskriget var det hårda strider mellan amerikaner och japaner under slaget om Salomonöarna 1942-45, inklusive slaget om Guadalcanal.
Självstyrelse uppnåddes år 1976 och självständighet två år senare. Salomonöarna är en konstitutionell monarki med Salomonöarnas kung Charles III som statschef. Rick Houenipwela är den tolfte och nuvarande premiärminister i Salomonöarna. Han valdes i november 2017. Jeremiah Manele har valts till landets nye premiärminister 2 maj 2024.

## Historia
Storbritannien gjorde Salomonöarna till ett protektorat på 1890-talet. Under andra världskriget utkämpades strider på Salomonöarna, bland annat slaget vid Guadalcanal. 1976 fick landet självstyre och självständighet uppnåddes 1978. Salomonöarna har på senare upplevt flera inbördeskrig, senast efter valet 2006 då uppgifter om kinesiska mutor krävde den valde premiärministern Snyder Rinis avgång.
Självständighetsrörelsen på ön Bougainville i grannlandet Papua Nya Guinea har gjort att relationerna länderna emellan har varit ansträngda.

## Geografi

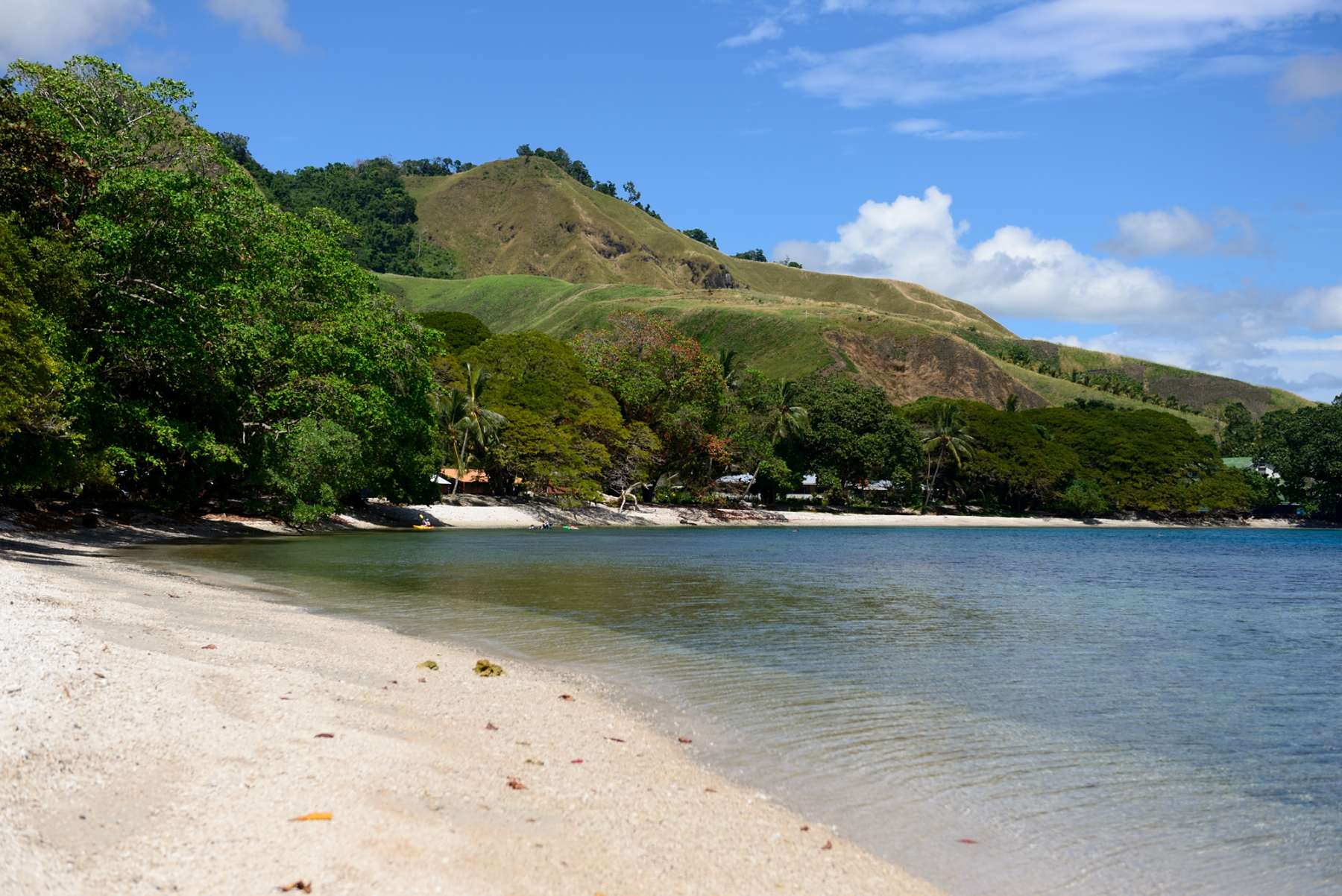
En strand på Salomonöarnas största ö, Guadalcanal.

### Klimat
Klimatet är tropiskt med små temperaturvariationer. Det förekommer oväder, men de är sällan allvarliga. Området är geologiskt aktivt med regelbundna jordbävningar och vulkanisk aktivitet.

### Naturskydd och miljöproblem
Landet deltar i flera internationella miljöprojekt och har både skrivit under och ratificerat Kyoto-protokollet.[källa behövs]
Salomonöarna har miljöproblem i form av jorderosion som beror på skogsavverkning. I havet runt öarna finns döda eller döende korallrev. Stigande havsnivåer, cirka 1,5 millimeter per år[källa behövs] och kusterosion har lett till att fem öar i Salomonöarna har försvunnit mellan 1974 och 2014. Dessutom har ytterligare sex öar kraftig erosion. Två av öarna har även övergivits av invånarna när vågorna spolat bort deras byar.
I januari 2013 ledde en konflikt till att 1000 delfiner slaktades som en hämnd mot en miljöorganisation.

## Styre och politik

### Författning och styre
Salomonöarna har varit en självständig stat sedan 1978 och är medlem i Samväldet. Landets statschef, den brittiska monarken, representeras av en generalguvernör som måste vara medborgare i Salomonöarna. Parlamentet består av en kammare med 50 ledamöter som väljs för en mandatperiod på fyra år, och parlamentarism är den styrande principen. Viss makt är decentraliserad till provinsråden, där traditionella ledare har ett särskilt inflytande. Det politiska landskapet präglas av flera partier, vilka oftare fungerar som valallianser än som ideologiskt enhetliga grupper.

### Administrativ indelning
Salomonöarna är indelat i 10 administrativa områden varav nio är provinser och en är staden Honiara.
- Central
- Choiseul (Lauru)
- Guadalcanal
- Honiara (huvudstadsterritorium)
- Isabel
- Makira
- Malaita
- Rennell och Bellona
- Temotu (Santa Cruzöarna)
- Western

## Ekonomi och infrastruktur
Japan, Australien, Kina och Nya Zeeland var de största givarna av ekonomiskt bistånd till Salomonöarna 2001.

### Näringsliv

#### Jord- och skogsbruk, fiske
Huvuddelen av befolkningen är på något sätt beroende av jordbruk, fiske eller skogsbruk.

#### Energi och råvaror
Statens ekonomi är mycket dålig, och Salomonöarna har därför problem med att få leveranser av bland annat bränsle. Majoriteten av landets elektricitet produceras av importerad diesel men en rad projekt är på gång för att utveckla källor till förnyelsebar energi, bl.a. vattenkraft, biobränsle (kokosnöt) och solkraft.
På Salomonöarna finns naturresurser i form av fisk, skog, guld, bauxit, fosfat, bly, zink och nickel. Det mesta av landets naturtillgångar i form av olika mineral är dock oexploaterat. Cirka 1,5 % av landets yta är odlingsbar mark.[källa behövs]

#### Tjänster och turism
Turism förekommer, speciellt dykning vid de många vraken ifrån andra världskriget.

### Handel
Importen består till största delen av mat, producerade varor, bränsle och kemikalier. Det mesta av importen sker från Australien, Singapore, Nya Zeeland, Fiji och Papua Nya Guinea (2002). Man exporterar timmer, fisk (tonfisk), kopra, palmolja och kakao, och exporten går främst till Japan, Kina, Sydkorea, Filippinerna, Thailand och Singapore (2002).

### Infrastruktur

#### Transporter
Salomonöarna har en internationell flygplats Honiara International Airport, som ligger cirka tio kilometer öster om huvudstaden Honiara. Salomonöarna har totalt 35 flygplatser. Det finns ca 1360 kilometer vägar på öarna.

## Befolkning

### Språk
Salomonöarnas officiella språk är engelska, som lärs ut i skolor, men knappt någon har det som modersmål. Pijin har inte officiell ställning, men fungerar som lingua franca. Utöver dessa har Salomonöarna ungefär 80 inhemska språk. Radiosändningar är på engelska och pijin.

## Internationella rankningar
| Organisation                                | Undersökning                   | Rankning   |
| ------------------------------------------- | ------------------------------ | ---------- |
| Heritage Foundation/The Wall Street Journal | Index of Economic Freedom 2019 | 133 av 180 |
| Reportrar utan gränser                      | Pressfrihetsindex 2019         | N/A        |
| Transparency International                  | Korruptionsindex 2018          | 70 av 180  |
| FN:s utvecklingsprogram                     | Human Development Index 2018   | 153 av 189 |